# 정영수 (소설가)
정영수(鄭映秀, 1983년 ~ )는 대한민국의 소설가이다. 2014년 단편소설 〈레바논의 밤〉으로 창비신인소설상을 수상하며 작품활동을 시작했다. 소설집 《애호가들》 《내일의 연인들》이 있다. 제9회, 10회 젊은작가상을 수상했다.

## 저작 목록

### 소설집
- 애호가들(2017)
- 내일의 연인들(2020)